# Вербена (Алабама)
Вербена (англ. Verbena) — невключена територія в окрузі Чилтон, штат Алабама, США. 

## Демографія

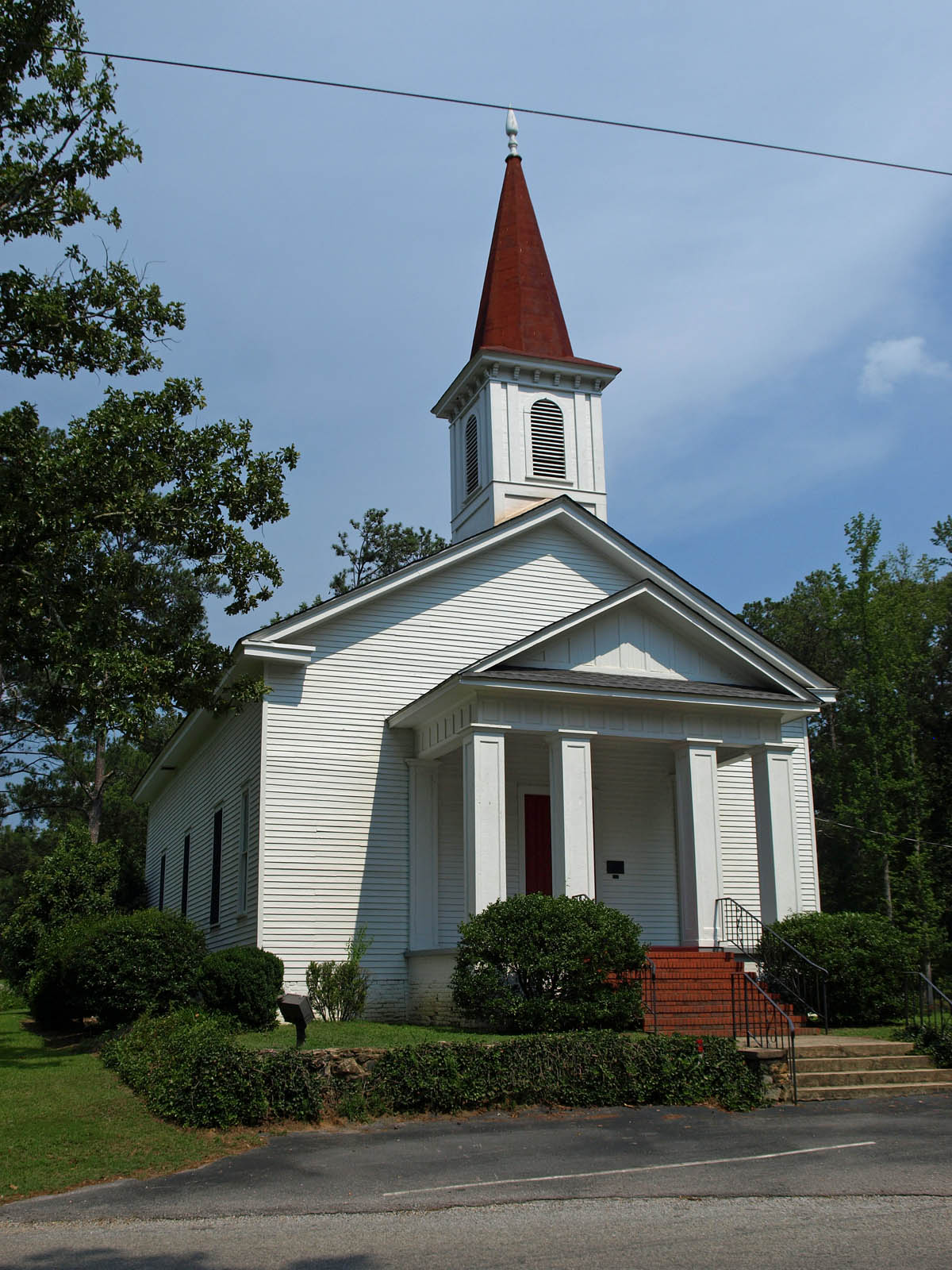
Методистська церква

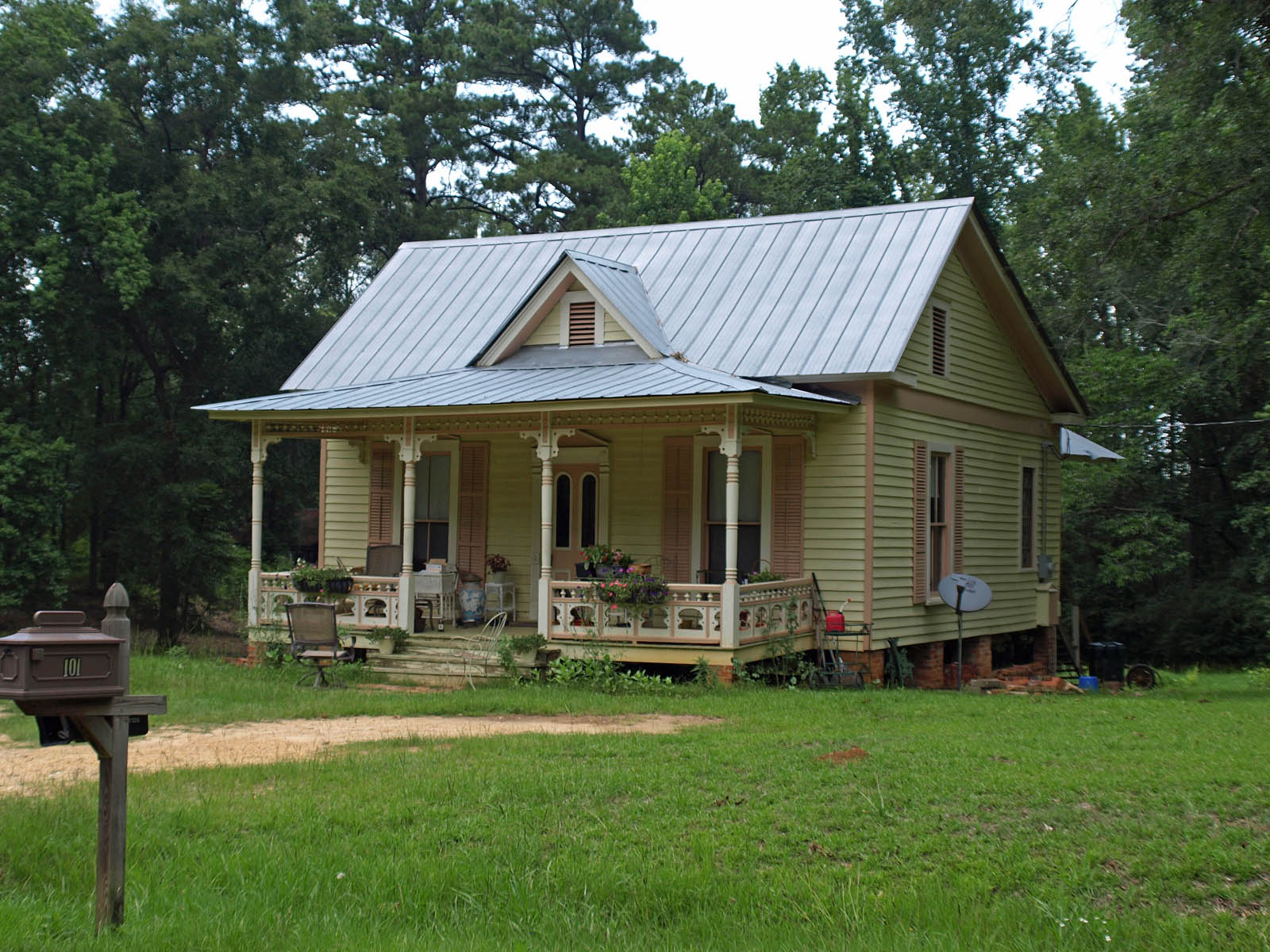

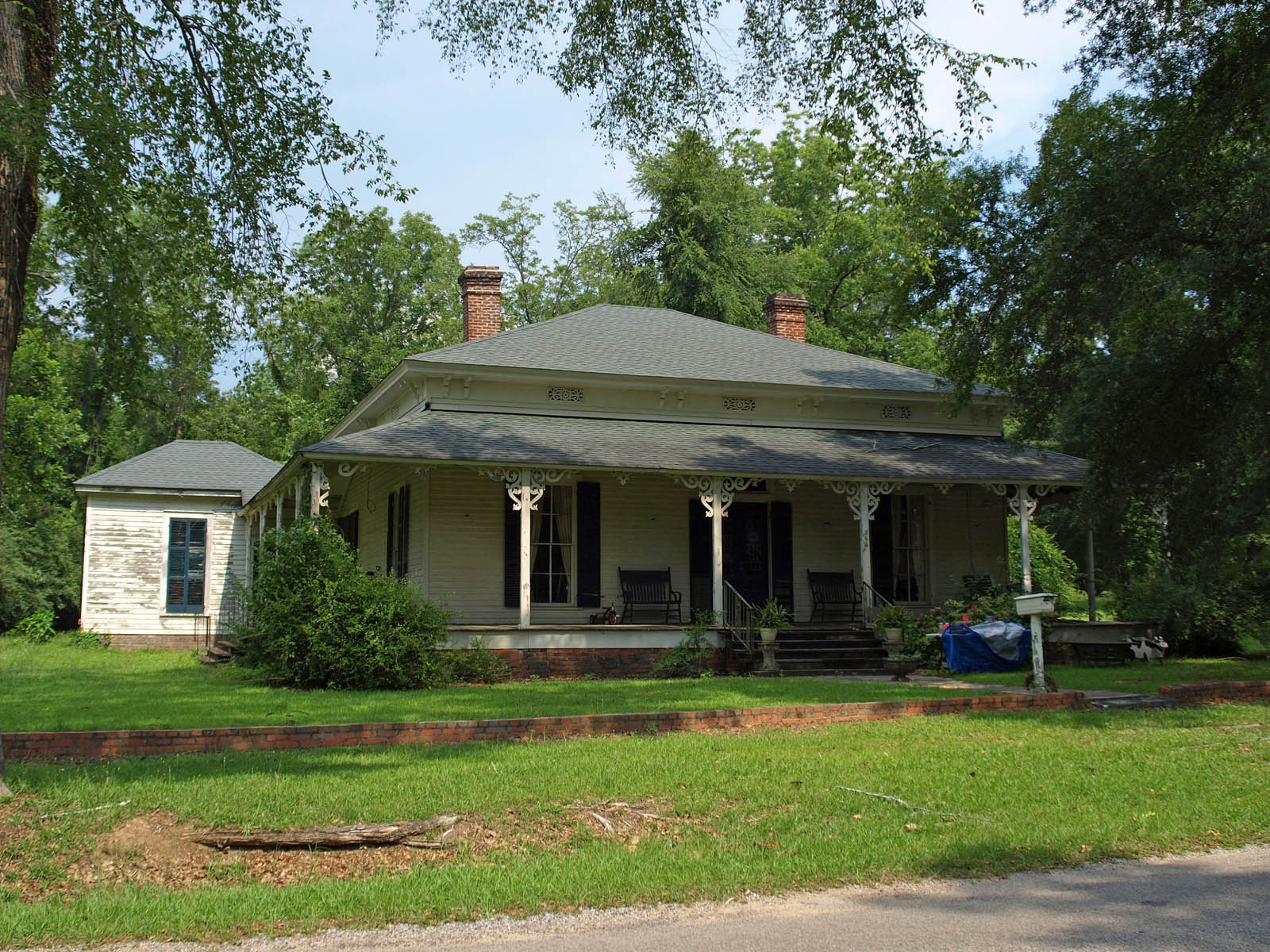

Станом на липень 2007 на території мешкало 4783 особи. 
Чоловіків — 2396 (50.1 %);

Жінок — 2387 (49.9 %).
Медіанний вік жителів: 36.4 років;
по Алабамі: 35.8 років.

### Доходи
Розрахунковий медіанний дохід домогосподарства в 2009 році: $33,801 (у 2000: $28,776);
по Алабамі: $40,489.
Розрахунковий дохід на душу населення в 2009 році: $17,544.
Безробітні: 2,4 %.

### Освіта
Серед населення 25 років і старше: 
Середня освіта або вище: 66,3 %;

Ступінь бакалавра або вище: 7,5 %;

Вища або спеціальна освіта: 1,0 %.

### Расова / етнічна приналежність
Білих — 3,902 (86.9 %);

 Афроамериканців — 482 (10.7 %);

 Латиноамериканців — 71 (1.6 %);

 Відносять себе до 2-х або більше рас — 19 (0.4 %);

 Індіанців — 12 (0.3 %);

 азіатів — 3 (0.07 %);

 Інші — 2 (0.04 %);

 Корінних жителів Гавайських островів та інших островів Тихого океану — 1 (0.02 %);

## Нерухомість
Розрахункова медіанна вартість будинку або квартири в 2009 році: $103,398 (у 2000: $66,800);
по Алабамі: $119,600.